# عظاءة مسطحة
العظاءة المسطحة (الاسم العلمي: †Plateosaurus) هي جنس منقرض من الديناصورات يتبع فصيلة العظايا المسطحة التي عاشت خلال فترة الثلاثي المتأخر حوالي 214 إلى 204 مليون سنة مضت في ما هو الآن وسط وشمال أوروبا وجرينلاند، أمريكا الشمالية. العظاءة المسطحة هي ديناصور قاعدي شبيه عظائيات الأرجل وهو ما يسمى ب «عظائيات الأرجل البدائية». تم التعرف على نوعين من العظاءة المسطحة حتى عام 2011 هما: النوع النمطي العظاءة المسطحة الانغلهاردتية من أواخر مرحلة النوري ومرحلة الرايتاني والعظاءة المسطحة النحيلة في وقت سابق قليلا من مرحلة النوري السفلي. ومع ذلك، تم تعيين أنواع أخرى في الماضي وليس هناك توافق واسع في الآراء حول تصنيف أنواع العظائيات المسطحة. وبالمثل هناك وفرة من المرادفات (أسماء مكررة غير صالحة) على مستوى هذا الجنس. تم اكتشافها في عام 1834 من قبل يوهان فريدريش إنغلهارد وتم وصفها بعد ثلاث سنوات من قبل هيرمان فون ماير، وتسمية العظاءة المسطحة Plateosaurus هي خامس اسم الذي لا يزال يعتبر صحيحًا. على الرغم من أنه قد تم وصفها من قبل ريتشارد أوين رسميًا باسم الديناصورية Dinosauria عام 1842، إلا أنه لم يكن أحد الأجناس الثلاثة التي استخدمها أوين لتحديد المجموعة واضحاً لأنه في ذلك الوقت وكان من الصعب اعتبارها ديناصورًا. وهي الآن من بين الديناصورات الأكثر شهرة في العلوم: تم العثور على أكثر من 100 هيكلاً عظميًا وبعضها يكاد يكتمل. وقد أدت وفرة الأحافير في شوابيا في ألمانيا إلى اسباغ لقب تنين شوابيا أو التنين الشوابي على العظاءة المسطحة.
كانت «العظاءة المسطحة» عبارة عن حيوان عاشب ذو قدمين وجمجمة صغيرة على عنق طويل ومرن وأسنان حادة وثاقبة في النبات، وأطراف قوية، وأذرع قصيرة ولكن عضلية، وأيد ممسكة بمخالب كبيرة على ثلاثة أصابع ربما تستخدم للدفاع والتغذية. على نحو غير عادي بالنسبة للديناصورات، أظهرت «العظاءة المسطحة» لدونة قوية بالنمو: فبدلاً من امتلاكها لحجم بالغ متجانس إلى حد ما، كان الأفراد الذين نمت أعمارهم ما بين 4.8 و 10 أمتار، يزنوا بين 600 و 4000 كيلوغرام. كانت هذه الحيوانات تعيش بالعادة لمدة 12 إلى 20 سنة على الأقل ولكن الحد الأقصى لمدى الحياة غير معروف. كانت «العظاءة المسطحة» لفترة طويلة واحدة من أكثر الديناصورات التي يساء فهمها على الرغم من اكتشاف كميات كبيرة وذات جودة ممتازة من المواد الأحفورية المتعلقة بها. وقد اقترح بعض الباحثين نظريات تبين فيما بعد أنها تتعارض مع الأدلة الجيولوجية وإحاثية ولكنها أصبحت نموذجًا للرأي العام. منذ عام 1980 تمت إعادة دراسة وتفسير بيولوجيا الحيوان والسلوك «للعظاءة المسطحة» بالتفصيل. وقد شامل ذلك دراسة العلاقات التصنيفية وعلم تكوين الحفريات (كيف تحجرت الحيوانات) والميكانيكا الحيوية (كيف عملت هياكلها العظمية) وعلم الأحياء القديمة (ظروف الحياة).